# Список умерших в 827 году

## Январь
- 9 января — Цзин-цзун, 16-й император династии Тан (824—827).
- 17 января — Абд ар-Раззак ас-Санани, йеменский хадисовед и комментатор Корана.

## Июнь
- 19 июня — Хильдегрим, епископ Шалона (802—827) и, возможно, Хальберштадта (под именем Хильдегрим I; 804/814—827), а также настоятель Верденского аббатства (809—827), святой.

## Август
- 27 августа — Евгений II, Папа Римский (824—827).

## Октябрь
- 10 октября — Валентин, Папа Римский (827).

## Дата смерти неизвестна или требует уточнения
- Клавдий Туринский, епископ-реформатор, возглавлявший Туринскую епархию.
- Лудека, король Мерсии (825—827).
- Эмерий, настоятель монастыря в Каталонии, святой.